# ヒュダルネス (貴族)
ヒュダルネス（希：Ὑδάρνης、ラテン文字転記：Hydarnes、古代ペルシア語でウィダルナ、紀元前6世紀）はアケメネス朝ペルシアの貴族である。
紀元前552年のダレイオス1世の宮中クーデタの際、ダレイオスの仲間の一人アスパティネスに誘われてヒュダルネスはその仲間に加わった。その後ヒュダルネス自身は歴史の表舞台に立っていないものの、彼の息子たちはクセルクセス1世のギリシア遠征に参加した。ヒュダルネスの息子たちのうち、シサムネスはアレイア人を、同名の息子ヒュダルネスは不死隊を指揮した。

## 註
1. ↑  ヘロドトス, III. 70
2. ↑  ibid, VII. 66
3. ↑  ibid, VII. 83